# 汤米·图伯维尔
托马斯·霍利·“汤米”·图伯维尔（英語：Thomas Hawley "Tommy" Tuberville，/ˈtʌbərvɪl/ TUBB-ər-vill；，1954年9月18日—）是美国退役大学美式橄榄球教练，前球员，政治人物。自2021年起担任代表阿拉巴马州的联邦参议员。在进入政界之前，图伯维尔在1999年至2008年担任奥本大学的橄榄球主教练，并崭露头角。他还在密西西比大学（1995年至1998年）、德克萨斯理工大学（2010年至2012年）、辛辛那提大学（2013年至2016年）担任过美式橄榄球主教练。
图伯维尔以共和黨人身份参加2020年阿拉巴马州联邦参议员选举，图伯维尔赢得提名，并在大选中击败民主党时任参议员道格·琼斯。上任后不久，他加入了一群共和党参议员的行列，试图推翻民主党当选总统拜登在2020年总统选举中战胜现任共和党总统唐纳德·特朗普的选举结果。图伯维尔是反对将亚利桑那州的选举人票计算给拜登的6名共和党参议员之一，也是反对在国会选举认证期间将宾夕法尼亚州的选举人票计算给拜登的7名参议员之一；这两次反对都被参议院的其他议员否决了。
在2023年的10個月中，图伯维尔阻止了美國軍隊中所有高級軍官的晉升。他對國防部墮胎政策的抗議暫時剝奪了陸軍、海軍、空軍和海軍陸戰隊已確認的高級軍官，並延遲了超過450個其他高級職位的填補。